# Hamburg Masters 2008
L'Hamburg Masters 2008 è stato un torneo di tennis giocato sulla terra rossa. È stata la 102ª edizione dell'Hamburg Masters, che fa parte della categoria ATP Masters Series nell'ambito dell'ATP Tour 2008. Si è giocato al Rothenbaum Tennis Center di Amburgo in Germania, dal 10 al 18 maggio 2008.

## Campioni

### Singolare
Rafael Nadal ha battuto in finale  Roger Federer con il punteggio di 7–5, 6(3)–7, 6–3.

### Doppio
Daniel Nestor /  Nenad Zimonjić hanno battuto in finale  Bob Bryan /  Mike Bryan con il punteggio di 6–4, 5–7, [10–8].